# Nu-Mixx Klazzics Vol. 2
| Recensione | Giudizio |
| ---------- | -------- |
| AllMusic   | [ 1 ]    |

Nu-Mixx Klazzics Vol. 2 è una raccolta del rapper statunitense Tupac Shakur, pubblicata nel 2007 da Death Row Records e Koch Records.

## Tracce
1. Picture Me Rollin (Kurupt, Butch Cassidy) – 3:39 – Street Radio, Bob Perry, Arnold Mischkulnig
2. Keep Goin'[Nu-Mixx] (Hussein Fatal) – 3:16 – Street Radio
3. What'z Ya Phone # [Nu Mixx] (Candy Hill) – 3:51 – Illmind
4. Starin' Through My Rear View (Dwele) – 4:15 – Street Radio, Bob Perry, Arnold Mischkulnig
5. Hail Mary (Rock Remix) (The Outlawz) – 4:20 – Ill Will Fulton
6. Got My Mind Made Up [Nu-Mixx] (The Outlawz, Kurupt) – 5:12 – Street Radio, Bob Perry, Arnold Mischkulnig
7. Pain [Nu Mixx] (Styles P, Butch Cassidy) – 4:53 – Black Jeruz
8. Lost Souls [Nu-Mixx] (The Outlawz) – 4:37 – Street Radio, Bob Perry, Arnold Mischkulnig
9. Wanted Dead or Alive (Snoop Dogg) – 3:03 – Jiggolo
10. Initiated [Nu-Mixx] (Boot Camp Clik) – 3:46 – Jake One
11. How Do U Want It [Nu Mixx] – 4:08 – BIGG E.D.I.
12. Picture Me Rollin' (The Outlawz) – 5:10 – Claudio Cueni
13. Lost Souls (Best Buy Bonus track) (Daz Dillinger & M-1 of Dead Prez) – 4:57 – Street Radio, Bob Perry, Arnold Mischkulnig
14. Initiated [Nu Mixx] (Best Buy Bonus Track) (Boot Camp Clik) – 4:33 – Street Radio
15. Pain (alternate remix) (iTunes bonus track) (Styles P, Butch Cassidy) – 4:34 – Street Radio